# Club Olimpia
Club Olimpia este un club sportiv paraguayan cu sediul în orașul Asunción. Clubul promovează practicarea diferitelor sporturi cu cea mai mare importanță acordată echipelor de fotbal, rugby și baschet, prima fiind cea mai mare prioritate și cel mai de succes. Au fost fondate pe 25 iulie 1902 de un grup de tineri paraguayeni, iar numele provine din ideea principalului său membru fondator, William Paats, un olandez cu sediul în Paraguay, care este considerat tatăl fotbalului paraguayan pentru că a introdus practica sportului în țara Americii de Sud. La nivel internațional, clubul este denumit Olimpia Asunción pentru a se distinge de cluburile de fotbal din America Latină cu același nume.
Olimpia a câștigat până acum un record de 44 de titluri în Primera División, inclusiv un record unic de câștigare campionatului de șase ori consecutiv. Singurul club paraguayan care a câștigat un titlu CONMEBOL, Olimpia a câștigat trei Copa Libertadores și a fost vicecampioană de patru ori, precum și două Supercupa Americii de Sud echivalentul a Supercupei Europei, o Cupă Intercontinentală, o Copa Interamericana și o Supercopa Libertadores, competiție pe care au câștigat-o automat în 1990. În 1979, au realizat un record de a câștiga toate titlurile oficiale posibile oferite în acel an. Au finalizat cvadruplul câștigând campionatul paraguayan, Copa Libertadores, Copa Interamericana și Cupa Intercontinentală.
Olimpia își dispută derby-ul fotbalului paraguayan (clasic) cu Cerro Porteño, "clásico añejo" (vechiul derby) cu Guaraní și "derby-ul alb și negru" cu Libertad.
Echipa de fotbal își joacă jocurile de acasă la Estadio Manuel Ferreira, cunoscut și sub numele de „El Bosque” (Pădurea) și „Para Uno”. Baschetul și alte sporturi au propriul centru sportiv numit după fostul președinte Osvaldo Dominguez Dibb în același loc cu stadionul din suburbia Mariscal López.

### Coeficient
| Rang | Club            | Coeficient |
| ---- | --------------- | ---------- |
| 6    | Santos          | 1.696      |
| 7    | Racing Club     | 1.692      |
| 8    | Club Olimpia    | 1.675      |
| 9    | Internacional   | 1.674      |
| 10   | Vélez Sársfield | 1.632      |

| Rang | Club          | Coeficient |
| ---- | ------------- | ---------- |
| 50   | Real Sociedad | 1.677      |
| 51   | Feyenoord     | 1.675      |
| 52   | Club Olimpia  | 1.675      |
| 52   | Granada       | 1.674      |
| 54   | Internacional | 1.674      |

Sursa :

## Palmares și statistici

### Titluri și trofee
| Competiții Naționale | Competiții Internaționale |
| - Campionatul Paraguayan (44) : - Campioni : 1912, 1914, 1916, 1925, 1927, 1928, 1929, 1931, 1936, 1937, 1938, 1947, 1948, 1956, 1957, 1958, 1959, 1960, 1962, 1965, 1968, 1971, 1975, 1978, 1979, 1980, 1981, 1982, 1983, 1985, 1988, 1989, 1993, 1995, 1997, 1998, 1999, 2000. - Apertura : 2018, 2019 - Clausura : 2011, 2015, 2018, 2019 - Cupa Paraguayului (0) : - Câștigători : | - Copa Libertadores : - Câștigători (3) - 1979, 1990, 2002 - Finalist (4) - 1960, 1989, 1991, 2013 - Supercupa Americii de Sud : - Câștigători (2) - 1991, 2013 - Supercopa Libertadores : - Câștigători (1) - 1990 - Cupa Intercontinentală : - Câștigători (1) - 1979 - Copa Interamericana : - Câștigători (1) - 1980 - Finalist (1) - 1991 |

### Finale
| 1979 | Olimpia Asunción | 2 - 0      | Boca Juniors | 1960 | Olimpia Asunción | 1 - 2      | Peñarol           |
| 1990 | Olimpia Asunción | 3 - 1      | Barcelona    | 1989 | Olimpia Asunción | 2 - 2(4-5) | Atlético Nacional |
| 2002 | Olimpia Asunción | 2 - 2(4-2) | São Caetano  | 1991 | Olimpia Asunción | 0 - 3      | Colo-Colo         |
|      |                  |            |              | 2013 | Olimpia Asunción | 2 - 2(3-4) | Atlético Mineiro  |

## Referință
1. ↑  „CONMEBOL - coeficient cluburi din America de Sud”. Accesat în 13 septembrie 2020.
2. ↑  „Clasamentul mondial al cluburilor”. Accesat în 13 septembrie 2020.